# Live After Death
Live After Dead е първият концертен албум на британската хевиметъл група Iron Maiden. Първите 13 парчета (12 парчета и едно интро) са записани в Лонг Бийч, Калифорния на 14 – 17 март 1985 г. Последните 5 парчета са записани по-рано на същото турне (The Slavery Tour) в Hammersmith Odeon в Лондон на 8, 9, 10 и 12 октомври 1985 г. На оригиналната LP версия песните от Лонг Бийч са на първите три страни, докато тези от Лондон (Wrathchild, Children of the Damned, 22 Acacia Avenue, Die With Your Boots On и Phantom of the Opera) са на четвъртата страна.
Пре-издадената версия от 1998 г. включва втори диск на редактираната версия на парчета които липсват по-рано. Видеото Live After Death е записано също в Лонг Бийч, но през друга вечер. Включва пълния гиг, интрото и биса.
Live After Death се счита за един от двата най-добри лайфа на групата (другия е Rock in Rio). Въпреки че качеството на звука не е като на Rock in Rio, съдържа някои от най-добрите парчета от периода преди Powerslave – парчета който вече не се изпълняват често.
Издадени се два сингъла: Running Free и Run to the Hills.

## Обложката
Както обикновено обложката е направена от Дерек Ригс и изобразява талисмана на групата Еди да излиза от гроба. На надгробния камък е написан цитат от романа на Лъвкрафт, „Безименния Град“:
That is not dead which can eternal lie Yet with strange aeons even death may die.

## Интро
Преди песента Aces High има част от реч на Уинстън Чърчил от 4 юни 1940 г.:
"... We shall go on to the end, we shall fight in France, we shall fight on the seas and oceans, we shall fight with growing confidence and growing strength in the air, we shall defend our Island, whatever the cost may be, we shall fight on the beaches, we shall fight on the landing grounds, we shall fight in the fields and in the streets, we shall fight in the hills; we shall never surrender..."

### Диск 1
- Intro: Churchill's Speech
- Aces High
- 2 Minutes to Midnight
- The Trooper
- Revelations
- Flight of Icarus
- Rime of the Ancient Mariner
- Powerslave
- The Number of the Beast
- Hallowed Be Thy Name
- Iron Maiden
- Run to the Hills
- Running Free

### Диск 2
- Wrathchild
- 22 Acacia Avenue
- Children of the Damned
- Die With Your Boots On
- Phantom of the Opera

## Състав
- Брус Дикинсън – вокал
- Дейв Мъри – китара
- Ейдриън Смит – китара, беквокали
- Стив Харис – китара, беквокали
- Нико Макбрейн – барабани

## Класиране в класациите
- Великобритания – 2
- Швеция – 8
- Нова Зеландия – 16
- САЩ – 19
- Чехия – 24

## Продажби
- Платинен в САЩ и Канада.
- Златен във Великобритания, Германия и Австрия.